# ネルソン症候群
ネルソン症候群（ネルソンしょうこうぐん、英: Nelson's syndrome）とは、クッシング症候群患者に対する両側副腎の摘除後に下垂体腺腫の急速な拡大をきたす症候群である。
Nelson-Meakin-Thorn 症候群とも呼ばれる。

## 歴史
この症候群名は、1960年に本病態を初めて記載したアメリカの内分泌学者ドン・ネルソン (Don Nelson) にちなんで命名された。

## 病態・原因
両側副腎の摘除術は、クッシング症候群の治療として行われる。
両側の副腎摘除はコルチゾールの産生を止めるが、これによりコルチゾールの負のフィードバックがなくなることで、それまで抑制されていた潜在性の副腎皮質刺激ホルモン (ACTH) 産生性微小下垂体腺腫の成長が促進されると考えられている。
下垂体腺腫が持続的に成長することで、ACTHおよびメラニン細胞刺激ホルモン (MSH) の産生増加とともに、脳組織および脳神経の物理的圧迫による圧排効果が発生してくる。
ネルソン症候群の発症とクッシング症候群の罹病期間との間に有意な相関はなく、両側副腎摘除術からネルソン症候群を発症するまでの期間も6カ月〜16年と様々な報告がなされている。

## 症状
一般的な徴候や症状としては、画像診断上トルコ鞍の拡大が10〜15%の症例にみられる他、過剰なMSH分泌に起因する皮膚の高度色素沈着が35〜45%の症例にみられる。
その他の臨床症状としては、筋力低下、視野障害および女性の場合は無月経などがある。
また血中ACTH濃度は1,000〜10,000 pg/ml と著明な上昇をみる。
なお、現在ではクッシング症候群の治療として両側副腎摘除術が適用されるのはごく稀な症例に限られるので、ネルソン症候群を発症することは稀である。

## 治療
下垂体腺腫の外科的切除が第一選択の治療法である。
最近では他のトルコ鞍内腫瘍の場合と同様に、経蝶形骨洞的腫瘍摘出術を選択することが多い。
また、本症候群の発症リスクは下垂体への放射線治療により最小限に抑えることが可能であるため、下垂体腺腫の全摘出が不能な症例や、より積極的な治療を行う場合など、放射線治療の適応は拡大している。